# ستيفن جيلبولت
ستيفن جيلبولت (بالإنجليزية: Steven Guilbeault)‏ (من مواليد 9 يونيو 1970) سياسي كندي وناشط سابق يشغل منصب وزير البيئة وتغير المناخ منذ 26 أكتوبر 2021. عضو في الحزب الليبرالي، ويشغل منصب عضو في البرلمان منذ الانتخابات الفيدرالية لعام 2019. كما شغل جيلبولت سابقًا منصب وزير التراث الكندي من عام 2019 إلى عام 2021.